# Jim Slater
James Parker Slater (* 9. prosince 1982 v Petoskey, Michigan) je bývalý americký hokejový útočník. Momentálně pracuje jako trenér rozvojového programu týmu Washington Capitals.

## Osobní
Jeho otec Bill Slater, je bývalý profesionální hráč amerického fotbalu, který hrál v národní fotbalové lize za klub Minnesota Vikings a New England Patriots.

## Hráčská kariéra
V létě roku 2002 byl draftován týmem Atlanta Thrashers z prvního kola 30. místa. Předtím, než byl draftován, hrál tři roky v lize North American Hockey League za klub Cleveland Barons v letech 1998–2001. Poté hrával čtyři roky za Michigan State University, jenž hrával ligu National Collegiate Athletic Association (NCAA) pod kategorii CCHA. První zápas v seniorském hokeji odehrál za Thrashers, ale po zápasu byl poslán na farmu v Chicago Wolves, kde odehrál čtyři zápasy. V prvním zápase si připsal dvě asistence. Poté byl povolán zpět do kádru Thrashers, kde si vybojoval pevné místo v soupisce. V základním kádru zůstal až do zániku klubu, kromě sezóny 2007/08, kdy byl poslán na tři zápasy na farmu v Chicago Wolves. Po skončení sezóny 2011/12 se klub Atlanta Thrashers dostal do finančních problémů a klub byl nucen se přestěhovat do nově vzniklého týmu Winnipeg Jets.
Dne 3. září 2018 byl Slater jmenován do týmu Michigan State jako dobrovolný asistent trenéra, čímž fakticky ukončil svou profesionální hokejovou kariéru.
20. září 2019 nastoupil do oddělení rozvoje hráčů klubu Washington Capitals.

## Ocenění a úspěchy
- 2000 NAHL - První All-Star Tým
- 2001 NAHL - První All-Star Tým
- 2002 CCHA - All-Rookie Tým
- 2003 CCHA - První All-Star Tým
- 2004 CCHA - První All-Star Tým
- 2004 NCAA - Druhý Západní All-American Tým

## Prvenství
- Debut v NHL - 5. října 2005 (Florida Panthers proti Atlanta Thrashers)
- První asistence v NHL - 4. listopadu 2005 (Washington Capitals proti Atlanta Thrashers)
- První gól v NHL - 9. listopadu 2005 (Atlanta Thrashers proti Pittsburgh Penguins, kanadskému brankáři Sebastien Caron)

## Klubové statistiky
| Sezóna       | Klub                      | Soutěž       |     | Základní část | Základní část | Základní část | Základní část | Základní část |   | Play off | Play off | Play off | Play off | Play off |
| Sezóna       | Klub                      | Soutěž       | Z   | G             | A             | B             | TM            | Z             | G | A        | B        | TM       |          |          |
| 1998/1999    | Cleveland Barons          | NAHL         | 50  | 13            | 20            | 33            | 58            | —             | — | —        | —        | —        |          |          |
| 1999/2000    | Cleveland Barons          | NAHL         | 56  | 35            | 50            | 85            | 129           | —             | — | —        | —        | —        |          |          |
| 2000/2001    | Cleveland Barons          | NAHL         | 48  | 27            | 37            | 64            | 122           | —             | — | —        | —        | —        |          |          |
| 2001/2002    | Michigan State University | CCHA         | 37  | 11            | 21            | 32            | 50            | —             | — | —        | —        | —        |          |          |
| 2002/2003    | Michigan State University | CCHA         | 37  | 18            | 26            | 44            | 26            | —             | — | —        | —        | —        |          |          |
| 2003/2004    | Michigan State University | CCHA         | 42  | 19            | 29            | 48            | 38            | —             | — | —        | —        | —        |          |          |
| 2004/2005    | Michigan State University | CCHA         | 41  | 16            | 32            | 48            | 30            | —             | — | —        | —        | —        |          |          |
| 2005/2006    | Chicago Wolves            | AHL          | 4   | 0             | 2             | 2             | 2             | —             | — | —        | —        | —        |          |          |
| 2005/2006    | Atlanta Thrashers         | NHL          | 71  | 10            | 10            | 20            | 46            | —             | — | —        | —        | —        |          |          |
| 2006/2007    | Atlanta Thrashers         | NHL          | 74  | 5             | 14            | 19            | 62            | 4             | 0 | 0        | 0        | 2        |          |          |
| 2007/2008    | Atlanta Thrashers         | NHL          | 69  | 8             | 5             | 13            | 41            | —             | — | —        | —        | —        |          |          |
| 2007/2008    | Chicago Wolves            | AHL          | 3   | 0             | 0             | 0             | 0             | —             | — | —        | —        | —        |          |          |
| 2008/2009    | Atlanta Thrashers         | NHL          | 60  | 8             | 10            | 18            | 52            | —             | — | —        | —        | —        |          |          |
| 2009/2010    | Atlanta Thrashers         | NHL          | 61  | 11            | 7             | 18            | 60            | —             | — | —        | —        | —        |          |          |
| 2010/2011    | Atlanta Thrashers         | NHL          | 36  | 5             | 7             | 12            | 19            | —             | — | —        | —        | —        |          |          |
| 2011/2012    | Winnipeg Jets             | NHL          | 78  | 13            | 8             | 21            | 42            | —             | — | —        | —        | —        |          |          |
| 2012/2013    | Winnipeg Jets             | NHL          | 26  | 1             | 1             | 2             | 19            | —             | — | —        | —        | —        |          |          |
| 2013/2014    | Winnipeg Jets             | NHL          | 27  | 1             | 1             | 2             | 8             | —             | — | —        | —        | —        |          |          |
| 2014/2015    | Winnipeg Jets             | NHL          | 82  | 5             | 8             | 13            | 58            | 4             | 0 | 0        | 0        | 0        |          |          |
| 2015/2016    | HC Servette Ženeva        | NLA          | 32  | 15            | 13            | 28            | 22            | 10            | 3 | 2        | 5        | 41       |          |          |
| 2016/2017    | HC Servette Ženeva        | NLA          | 44  | 8             | 15            | 23            | 54            | 2             | 0 | 0        | 0        | 0        |          |          |
| 2017/2018    | Fribourg-Gottéron         | NLA          | 45  | 14            | 17            | 31            | 67            | 1             | 0 | 0        | 0        | 0        |          |          |
| 2018/2019    | Fribourg-Gottéron         | NLA          | 48  | 11            | 20            | 31            | 117           | —             | — | —        | —        | —        |          |          |
| Celkem v NHL | Celkem v NHL              | Celkem v NHL | 584 | 67            | 71            | 138           | 407           | 8             | 0 | 0        | 0        | 2        |          |          |

## Reprezentace
| Rok                       | Tým                       | Soutěž                    | Z                         | G  | A | B | TM |   |
| ------------------------- | ------------------------- | ------------------------- | ------------------------- | -- | - | - | -- | - |
| 2002                      | USA 20                    | MSJ                       | 7                         | 1  | 4 | 5 | 8  |   |
| 2006                      | USA                       | MS                        | 7                         | 0  | 1 | 1 | 2  |   |
| 2012                      | USA                       | MS                        | 8                         | 2  | 1 | 3 | 6  |   |
| 2018                      | USA                       | OH                        | 3                         | 1  | 0 | 1 | 0  |   |
| Juniorská kariéra celkově | Juniorská kariéra celkově | Juniorská kariéra celkově | Juniorská kariéra celkově | 7  | 1 | 4 | 5  | 8 |
| Seniorská kariéra celkově | Seniorská kariéra celkově | Seniorská kariéra celkově | Seniorská kariéra celkově | 18 | 3 | 2 | 5  | 8 |